# Стів Брюс
Стів Брюс (англ. Steve Bruce; нар. 31 грудня 1960, Корбрідж) — англійський футболіст, що грав на позиції захисника. По завершенні ігрової кар'єри — футбольний тренер. 
Виступав, зокрема, за клуб «Манчестер Юнайтед», а також другу збірну Англії.

## Клубна кар'єра
Народився 31 грудня 1960 року в місті Корбрідж. Вихованець футбольної школи клубу «Джиллінгем». Дорослу футбольну кар'єру розпочав 1978 року в основній команді того ж клубу, в якій провів п'ять сезонів у Третьому дивізіоні, взявши участь у 205 матчах чемпіонату.
Протягом 1984—1987 років захищав кольори «Норвіч Сіті». За цей час виборов титул володаря Кубка англійської ліги у 1985 році, відігравши увесь фінальний матч проти «Сандерленда» (1:0). У останньому сезоні був капітаном команди.
Своєю грою привернув увагу представників тренерського штабу «Манчестер Юнайтед», до складу якого приєднався 1987 року. Відіграв за команду з Манчестера наступні дев'ять сезонів своєї ігрової кар'єри. Більшість часу, проведеного у складі «Манчестер Юнайтед», був основним гравцем захисту команди. За цей час додав до переліку своїх трофеїв ще один титул володаря Кубка англійської ліги, по три рази ставав володарем Кубка та Суперкубка Англії та чемпіоном Англії. Крім того, 1991 року Брюс з командою виграв два єврокубки, ставши володарем Кубка Кубків та Суперкубка УЄФА. У 1994—1996 роках також був капітаном команди.
Протягом 1996—1998 років захищав кольори команди клубу «Бірмінгем Сіті».
Завершив професійну ігрову кар'єру у клубі «Шеффілд Юнайтед», в якому протягом сезону 1998/99 років працював граючим тренером.

## Виступи за збірні
1979 року дебютував у складі юнацької збірної Англії, взяв участь у 8 іграх на юнацькому рівні.
1987 року провів один матч у складі другої збірної Англії.
Незважаючи на свої клубні успіхи, він ніколи не виступав за основну команду збірної Англії. Тим не менш, він вважається одним з найкращих англійських захисників 1980-1990-х років.

## Кар'єра тренера
Розпочав тренерську кар'єру, ще продовжуючи грати на полі, 1998 року, працюючи в статусі граючого тренера в «Шеффілд Юнайтед».
Надалі недовго очолював команди «Гаддерсфілд Таун», «Віган Атлетік» та «Крістал Пелес», але ніде надовго не затримувався.
У 2001 році він став головним тренером «Бірмінгем Сіті». За шість років керівництва командою він двічі виводив «синіх» у Прем'єр-лігу.
У 2007 році Брюс вдруге у своїй тренерській кар'єрі очолив «Віган Атлетік», де пропрацював два роки.
Протягом 2009–2011 років тренував «Сандерленд».
8 червня 2012 року очолив «Галл Сіті». Керівництвом клубу було поставлено завдання виходу в Прем'єр-лігу, з чим тренер і гравці впоралися успішно в першому ж сезоні, посівши друге місце в Чемпіоншипі. У наступному сезоні «тигри» зайняли рятівне 16 місце в Прем'єр-лізі і вперше в історії вийшли у фінал Кубку Англії. Підопічні Стіва забили два м'ячі в перші десять хвилин гри проти «Арсенала», але після цього каноніри забили по голу у кожному таймі і перевели гру в додатковий час, де забили третій гол і виграли трофей. Навіть поразка у фіналі дозволила «тиграм» кваліфікуватись до Ліги Європи УЄФА, їх першої європейської кампанії в історії.
У наступному сезоні «Галл Сіті» невдало виступив у єврокубках, програвши в кваліфікації бельгійському «Локерену» (2:1, 0:1), а в чемпіонаті не зміг зберегти прописку в еліті і знову вилетів до Чемпіоншіпу. Незважаючи на це Брюс продовжив роботу з клубом.
В сезоні 2015-16 очолювана Брюсом команда посіла четверте місце в Чемпіоншипі, а згодом здобула перемогу в плей-оф за право виступів у Прем'єр-лізі і вдруге під керівництвом Стіва Брюса здобула можливість грати в елітному англійському дивізіоні. Попри цей успіх влітку 2016 року тренер оголосив про свою відставку.
12 жовтня 2016 року став головним тренером «Астон Вілли», яка на той час украй невдало виступала у все тому ж другому за силою дивізіоні, Чемпіоншипі, на момент приходу нового тренера провівши дев'ять ігор без перемог.
Згодом протягом 2018–2019 років очолював тренерський штаб клубу «Шеффілд Венсдей».
З 2019 року очолював тренерський штаб команди «Ньюкасл Юнайтед». У жовтні 2021 року був звільнений з цієї посади.

## Статистика виступів
| Клуб              | Сезон             | Ліга | Ліга | Кубки | Кубки | Єврокубки | Єврокубки | Інші | Інші | Разом | Разом |
| Клуб              | Сезон             | Ігри | Голи | Ігри  | Голи  | Ігри      | Голи      | Ігри | Голи | Ігри  | Голи  |
| ----------------- | ----------------- | ---- | ---- | ----- | ----- | --------- | --------- | ---- | ---- | ----- | ----- |
| Джиллінгем        | 1979/80           | 40   | 6    | 4     | 2     | -         | -         | 0    | 0    | 44    | 8     |
| Джиллінгем        | 1980/81           | 41   | 4    | 5     | 3     | -         | -         | 0    | 0    | 46    | 7     |
| Джиллінгем        | 1981/82           | 45   | 6    | 7     | 1     | -         | -         | 3    | 1    | 55    | 8     |
| Джиллінгем        | 1982/83           | 39   | 7    | 7     | 1     | -         | -         | 0    | 0    | 46    | 8     |
| Джиллінгем        | 1983/84           | 40   | 6    | 6     | 1     | -         | -         | 0    | 0    | 46    | 7     |
| Джиллінгем        | Разом             | 205  | 29   | 29    | 8     | 0         | 0         | 3    | 1    | 237   | 38    |
| Норвіч Сіті       | 1984/85           | 39   | 1    | 14    | 4     | 0         | 0         | 0    | 0    | 53    | 5     |
| Норвіч Сіті       | 1985/86           | 42   | 8    | 5     | 2     | -         | -         | 6    | 0    | 53    | 10    |
| Норвіч Сіті       | 1986/87           | 41   | 3    | 7     | 0     | 0         | 0         | 4    | 0    | 52    | 3     |
| Норвіч Сіті       | 1987/88           | 19   | 2    | 3     | 1     | 0         | 0         | 0    | 0    | 22    | 3     |
| Норвіч Сіті       | Разом             | 141  | 14   | 29    | 7     | 0         | 0         | 10   | 0    | 180   | 21    |
| Манчестер Юнайтед | 1987/88           | 21   | 2    | 3     | 0     | 0         | 0         | 0    | 0    | 24    | 2     |
| Манчестер Юнайтед | 1988/89           | 38   | 2    | 10    | 2     | 0         | 0         | 0    | 0    | 48    | 4     |
| Манчестер Юнайтед | 1989/90           | 34   | 3    | 9     | 0     | 0         | 0         | 0    | 0    | 43    | 3     |
| Манчестер Юнайтед | 1990/91           | 31   | 13   | 10    | 2     | 8         | 4         | 1    | 0    | 50    | 19    |
| Манчестер Юнайтед | 1991/92           | 37   | 5    | 8     | 1     | 4         | 0         | 1    | 0    | 50    | 6     |
| Манчестер Юнайтед | 1992/93           | 42   | 5    | 6     | 0     | 2         | 0         | 0    | 0    | 50    | 5     |
| Манчестер Юнайтед | 1993/94           | 41   | 3    | 16    | 2     | 4         | 2         | 1    | 0    | 62    | 7     |
| Манчестер Юнайтед | 1994/95           | 35   | 2    | 6     | 2     | 6         | 0         | 1    | 0    | 48    | 4     |
| Манчестер Юнайтед | 1995/96           | 30   | 1    | 7     | 0     | 2         | 0         | 0    | 0    | 39    | 1     |
| Манчестер Юнайтед | Разом             | 309  | 36   | 75    | 9     | 26        | 6         | 4    | 0    | 414   | 51    |
| Бірмінгем Сіті    | 1996/97           | 32   | 0    | 7     | 1     | -         | -         | 0    | 0    | 39    | 1     |
| Бірмінгем Сіті    | 1997/98           | 40   | 2    | 5     | 0     | -         | -         | 0    | 0    | 45    | 2     |
| Бірмінгем Сіті    | Разом             | 72   | 2    | 12    | 1     | 0         | 0         | 0    | 0    | 84    | 3     |
| Шеффілд Юнайтед   | 1998/99           | 10   | 0    | 1     | 0     | -         | -         | 0    | 0    | 11    | 0     |
| Шеффілд Юнайтед   | Разом             | 10   | 0    | 1     | 0     | 0         | 0         | 0    | 0    | 11    | 0     |
| Всього за кар'єру | Всього за кар'єру | 737  | 81   | 146   | 25    | 26        | 6         | 17   | 1    | 926   | 113   |

## Титули і досягнення
- Чемпіон Англії (3):

«Манчестер Юнайтед»: 1992–93, 1993–94, 1995–96
- Володар Кубка Англії (3):

«Манчестер Юнайтед»: 1989-90, 1993-94, 1995-96
- Володар Суперкубка Англії (3):

«Манчестер Юнайтед»: 1990, 1993, 1994
- Володар Кубка англійської ліги (2):

«Норвіч Сіті»: 1984-85
«Манчестер Юнайтед»: 1991-92
- Володар Кубка Кубків УЄФА (1):

«Манчестер Юнайтед»:  1990–91
- Володар Суперкубка Європи (1):

«Манчестер Юнайтед»:  1991